# Lancieux
Lancieux (bret. Lanseeg) – miejscowość i gmina we Francji, w regionie Bretania, w departamencie Côtes-d’Armor.
Według danych na rok 1990 gminę zamieszkiwało 1245 osób, a gęstość zaludnienia wynosiła 186 osób/km² (wśród 1269 gmin Bretanii Lancieux plasuje się na 492. miejscu pod względem liczby ludności, natomiast pod względem powierzchni na miejscu 959.).